# Giovanni Battista Bertone
Giovanni Battista Bertone (Mondovì, 17 dicembre 1874 – Mondovì, 15 settembre 1969) è stato un politico e avvocato italiano Fu tra i fondatori del Partito Popolare Italiano, successivamente membro della Democrazia Cristiana e più volte deputato, senatore e ministro.

## Biografia
Esercitò la professione di Avvocato dal 1897 al 1946, con studi a Mondovì, Torino e Roma. 
Fu sindaco di Mondovì dal 1910 al 1917.
Il 18 gennaio 1919 fu tra gli undici firmatari dell'Appello ai liberi e forti di Don Luigi Sturzo e fondatori del Partito Popolare Italiano.
Venne eletto Deputato nella XXV legislatura del Regno d'Italia (1 dicembre 1919 - 7 aprile 1921), poi riconfermato XXVI legislatura del Regno d'Italia (11 giugno 1921 - 24 maggio 1924) e nella XXVII legislatura del Regno d'Italia (24 maggio 1924 - 21 gennaio 1929).
Nelle Elezioni politiche nel Regno d'Italia del 1919 riportò a Cuneo più preferenze di quante ne ottenne Giovanni Giolitti in altra lista.
Emerse come uno dei più qualificati esponenti politici cattolici proprio nella zona in cui da anni dominava incontrastato Giolitti. Quest'ultimo apprezzò subito le doti dell'On. Bertone, tanto che lo volle nel suo governo, vincendo anche le resistenze in seno al Partito Popolare, che aveva stabilito di escludere dal governo i propri deputati di prima nomina.
Il 15 giugno 1920 venne nominato Sottosegretario di Stato (ordinamento italiano) al Ministero delle finanze nel Governo Giolitti V, rimanendo in carica fino alle dimissioni di Giolitti. Pur essendo sottosegretario svolse di fatto fino al 10 aprile 1921 le funzioni di ministro, poiché il titolare del dicastero, Francesco Tedesco, era molto ammalato e morì il 9 maggio 1921, sostituito poi da Luigi Facta. In tale veste diede un convinto apporto all'abolizione dei monopoli commerciali di Stato ed attuò la cessione dei dazi di consumo ai comuni. In quella fase politica la collaborazione dei popolari con Giolitti ebbe nell'On. Bertone uno dei più attivi sostenitori e concreti realizzatori. Lo stesso Bertone fece da tramite nei rapporti tra Giolitti e don Sturzo ed organizzò, il 17 agosto 1920, un incontro tra i due esponenti politici.
Nel 1921 venne nominato Ministro delle finanze nel Governo Facta I e nel Governo Facta II.
Il 15 marzo 1922 intervenne alla Camera per esporre le linee della politica finanziaria del governo. Tra le misure annunziate, e poi attuate, vi fu la presentazione di un nuovo disegno di legge sulla nominatività dei titoli azionari e delle obbligazioni. Tale provvedimento era ispirato a criteri tanto restrittivi da segnare in pratica l'abolizione della nominatività. Nella fase precedente la marcia su Roma l'On. Bertone pose in atto vari tentativi alla ricerca di un accordo tra i maggiori esponenti liberali per scongiurare la vittoria del fascismo.
In particolare, fece da intermediario tra Giolitti e Facta, adoperandosi per convincere il primo a ritornare alla guida del governo. Di tale opportunità l'On. Bertone convinse Facta, che quindi lo incaricò di esprimere a Giolitti la propria disponibilità al riguardo. Dopo essersi mostrato restìo, Giolitti manifestò a Bertone l'intenzione di tornare a Roma, rimandando ogni decisione a dopo l'adunata fascista di Napoli. Indeciso sull'opportunità di impedire questa manifestazione preannunciata dai fascisti, il Facta, si rivolse ancora una volta per tramite del Bertone a Giolitti, che sconsigliò di frapporre qualsiasi impedimento.
Anche dopo la formazione del governo Mussolini, l'On, Bertone continuò a sostenere la necessità di una politica di rigore economico e fiscale (e in tal senso intervenne al IV congresso del partito popolare nell'aprile 1923). Sempre nel 1923 assunse la presidenza dell'Istituto nazionale di credito per la cooperazione, carica che mantenne anche nel 1924.
Nelle elezioni dell'aprile 1924 fu ancora confermato deputato per il Piemonte. Dopo il delitto Matteotti partecipò alla Secessione dell'Aventino ed iniziò la sua collaborazione al Corriere, il quotidiano cattolico uscito nel 1925 a Torino e rimasto su posizioni democratiche fino al 1926.
Al V congresso dei Partito Popolare (Roma, giugno 1925), intervenne sulle questioni istituzionali e delle libertà democratiche rilevando come al Parlamento fosse stata sottratta gran parte delle sue facoltà.
Su sua proposta il congresso approvò due emendamenti, in cui si rivendicava che tutti i diritti fondamentali dei cittadino dovessero essere sempre regolati da leggi discusse ed approvate dai due rami del Parlamento e mai per decreto legge. Attraverso gli articoli per il Corriere muoveva intanto una serie di critiche alle scelte economiche del fascismo. Nel luglio 1925 si pronunciò contro la reintroduzione del dazio sul grano, sostenendo che il protezionismo fiscale non avrebbe fatto crescere di molto la produzione granaria, né avrebbe portato benefici per le finanze dello Stato. Inoltre sottolineò l'aspetto antipopolare del provvedimento che rappresentava un onere gravante pesantemente sulle classi non abbienti.
Dopo il decreto del 9 novembre 1926, che scioglieva il Partito Popolare, l'On. Bertone rimase deputato fino alle elezioni del 1929.
Ritiratosi completamente dall'attività politica si dedicò, durante il regime fascista, alla professione di avvocato. Tornò nuovamente all'impegno politico nelle file della Democrazia Cristiana dopo la caduta del fascismo.
Dopo la guerra, fu membro dell'Assemblea Costituente e successivamente più volte senatore e ministro. Nell'Assemblea Costituente è stato membro della Commissione per i trattati internazionali (dal 19 luglio 1946 al 10 dicembre 1946) e della Giunta per il regolamento interno (dal 2 luglio 1947 al 31 gennaio 1948).
Dal 25 giugno 1946 fino al 31 gennaio 1948 fu deputato dell'Assemblea Costituente (Italia), eletto nella file della Democrazia Cristiana.
Il 18 settembre 1946 fu nominato Ministro del Tesoro nel Governo De Gasperi II.
Venne poi eletto al Senato della Repubblica, sempre nelle file della DC, nella I legislatura della Repubblica Italiana (8 maggio 1948 - 24 giugno 1953) e riconfermato nella II legislatura della Repubblica Italiana (25 giugno 1953 - 11 giugno 1958), nella III legislatura della Repubblica Italiana (12 giugno 1958 - 15 maggio 1963) e nella IV legislatura della Repubblica Italiana (16 maggio 1963 - 4 giugno 1968).
Fu Vice Presidente del Senato della Repubblica dal 10 agosto 1951 al 24 giugno 1953.
Inoltre, fu ininterrottamente Presidente della Commissione Finanze e tesoro del Senato della Repubblica dal 18 luglio 1952 al 4 giugno 1968.

Altri incarichi e Uffici ricoperti nella I legislatura:
Governo De Gasperi V:
Ministro del commercio con l'estero dal 1 aprile 1949
Ministro ad interim dell'industria e del commercio dal 7 novembre 1949
Gruppo Democratico Cristiano:
Componente del Comitato Direttivo dall'8 maggio 1948 al 31 dicembre 1948
Membro dal 1 gennaio 1949 al 24 giugno 1953
Giunta per il regolamento:
Membro dall'8 maggio 1948 al 1 aprile 1949
5ª Commissione permanente (Finanze e tesoro):
Membro dal 16 giugno 1948 al 25 aprile 1949
(in sostituzione del Ministro Ezio Vanoni fino al 25 aprile 1949)
Membro dal 29 luglio 1950 al 25 settembre 1951
Vicepresidente dal 26 settembre 1951 al 17 luglio 1952
Presidente dal 18 luglio 1952 al 24 giugno 1953
9ª Commissione permanente (Industria, commercio interno ed estero, turismo):
Presidente dal 17 giugno 1948 al 31 marzo 1949
Membro dal 1 aprile 1949 al 25 aprile 1949
Commissione speciale per le locazioni:
Presidente dal 21 giugno 1951 al 9 luglio 1951
Parlamentari membri della Commissione per la vigilanza sull'istituto di emissione e sulla circolazione dei biglietti di banca:
Membro dal 12 ottobre 1948 al 1 aprile 1949

Incarichi e Uffici ricoperti nella II Legislatura:
Gruppo Democratico Cristiano :
Membro dal 25 giugno 1953 all'11 giugno 1958
5ª Commissione permanente (Finanze e tesoro):
Membro dal 21 luglio 1953 al 27 luglio 1953
Presidente dal 28 luglio 1953 all'11 giugno 1958
Speciale eser. provv. 1953-54 e rateizzazione tredicesima:
Presidente dal 27 giugno 1953 al 30 giugno 1953
Speciale ddl ratifica atti Unione dell'Europa Occidentale:
Membro dal 20 gennaio 1955 al 15 aprile 1955
Commissione speciale ddl ordinamento e attribuzioni Consiglio nazionale dell'economia e del lavoro:
Membro dal 22 marzo 1955 al 5 gennaio 1957
Commissione parlamentare per lo studio della procedura d'esame dei bilanci:
Presidente dal 22 ottobre 1955 all'11 giugno 1958

Incarichi e Uffici ricoperti nella III Legislatura:
Gruppo Democratico Cristiano :
Membro dal 12 giugno 1958 al 15 maggio 1963
5ª Commissione permanente (Finanze e tesoro):
Membro dal 9 luglio 1958 al 9 luglio 1958
Presidente dal 10 luglio 1958 al 15 maggio 1963
Speciale ddl attività economica e eserc. provv. (n. 1,4):
Presidente dal 13 giugno 1958 al 24 giugno 1958

Incarichi e Uffici ricoperti nella IV Legislatura:
Presidente provvisorio del Senato dal 16 maggio 1963 al 16 maggio 1963
Gruppo Democratico Cristiano :
Membro dal 16 maggio 1963 al 4 giugno 1968
5ª Commissione permanente (Finanze e tesoro):
Membro dal 3 luglio 1963 al 4 luglio 1963
Presidente dal 5 luglio 1963 al 4 giugno 1968
Speciale ddl esercizio provvisorio 63-64 (n. 34):
Presidente dal 25 giugno 1963 al 28 giugno 1963
Speciale ddl bilancio 1.7/31.12.1964 (n. 502):
Membro dal 24 aprile 1964 al 27 aprile 1964
Presidente dal 28 aprile 1964 al 28 giugno 1964
Speciale ddl ripresa economia nazionale (n. 1137):
Membro dal 16 aprile 1965 al 21 aprile 1965
Presidente dal 22 aprile 1965 al 13 maggio 1965
Ormai novantaquattrenne, non si ripresentò alle elezioni, ritirandosi nella sua casa di campagna di Mondovì, dove si spense il 15 settembre 1969.

## Altri incarichi di governo
- Ministro per il commercio con l'estero del Governo De Gasperi V dal 1º aprile 1949 al 14 gennaio 1950
- Ministro dell'industria e del commercio ad interim del Governo De Gasperi V dal 7 novembre 1949 al 14 gennaio 1950